# Mad Max (film)
A Mad Max 1979-ben bemutatott ausztrál disztopikus akciófilm, amit George Miller rendezett, valamint Miller és Byron Kennedy írt. A főszerepet az akkor még ismeretlen Mel Gibson játszotta, nemzetközi forgalmazása 1980-ban kezdődött.

## A film rövid ismertetése
A klasszikus western elemeket a közeljövő világába helyező film cselekményének alapja az egykor a törvényt szolgáló, de a törvény erejében csalódott magányos hős  igazságosztó hadjárata a családját megölő könyörtelen banditák ellen.
A rendkívül alacsony költségvetésű, ismeretlen színészekkel forgatott film az alkotók számára is meglepően nagy siker volt Ausztráliában, de a világ más országaiban is. Szinte azonnal bekerült a kult-filmek táborába, évtizedekre meghatározva a poszt-apokaliptikus filmek világát, nyomdokán sok hasonló filmet forgattak.
A Mad Max cselekménye és helyszínei miatt bekerült az Ausztrália tájait, kultúráját, szokásait a világ elé táró Ozploitation filmek listájába, valamint az új ausztrál mozi, az Australian New Wave prominens darabja. A Mad Max volt az első ausztrál film, amelyet szélesvásznú anamorfikus lencsével forgattak le.
Mivel bemutatásakor Mel Gibson egyáltalán nem volt ismert sem  Ausztráliában, sem Amerikában, TV-spotok és előzetesek segítették a film promócióját. Rendezője, George Miller nem tévesztendő össze a skót születésű szintén ausztrál George T. Miller rendezővel.
A film Új-Zélandon és Svédországban kezdetben be volt tiltva.
Két folytatása készült, az 1981-ben bemutatott Mad Max 2 - Az Országúti Harcos és az 1985-ben készült Mad Max - Az Igazság Csarnokán innen és túl.
2011-ben készült egy mindössze 9 perces rövidjátékfilm, a Mad Max Renegade, mely az első rész befejezése után néhány nappal játszódik.

## Cselekmény
A film a legközelebbi jövőben játszódik. A civilizáció hanyatlik, általános az áru- és üzemanyaghiány. A rendet és a törvényt egyre inkább az anarchia és ököljog váltja fel. A városok még működnek, de a vidéki utakon már féktelen motorosbandák garázdálkodnak. Az országutakon a rendet a kis létszámú, gyengén felszerelt és jórészt demoralizált Main Force Patrol (MFP) őrzi. Bőrruhás, fegyverhasználatra feljogosított tagjai autós üldözésre alkalmas Pursuit feliratú kocsijaikon próbálnak szembeszállni a bűnözőkkel. A legjobb rendőrök különlegesen erős és gyors, V8-as motorral felszerelt kocsikon járnak, ezek az elfogó Interceptorok. Az MFP rendőreinek gúnyneve „bronzos”, jelvényük bronz színe miatt.
A történet kezdetén két járőrkocsi és Jim Goose motorosrendőr egy Night Rider nevű, önmagát a sebesség istenének vélő szökött pszichopata fegyencet üldöz, aki egy a rendőrségtől ellopott kompresszoros kocsival száguldozik az utakon. Mivel egyiküknek sem sikerül megállítania, riasztják az autós elfogásra szakosodott Max Rockatanskyt, aki Interceptorával ered a Night Rider nyomába. Egy brutális autós üldözés során a menekülő fegyenc egy balesetet szenvedett, benzines hordókat szállító teherautónak ütközik és autójával együtt felrobban.
Max felesége, Jessie másnap a tévében hallja az esetet, de nem örül férje sikerének, félti őt a bosszúálló bandától. Max is a kilépést fontolgatja a rendőrségtől, mivel kezdi egyre inkább úgy érezni, már maga is kezd ugyanolyan országúti ámokfutóvá válni, mint akiket üldöz. Főnöke egy különleges, V8-as, kompresszoros elfogóautó, a Pursuit Special odaadásával tudja csak maradásra bírni.
Pár nappal később a közeli kisváros vasútállomására egy motorosbanda érkezik, melynek vezetője Toecutter (ejtsd: tókátör, jelentése: „lábujj levágó”, az ausztrál szleng szerint brutális bűnöző), egy pszichopata őrült. Azért jöttek, mert itt vehetik át a Max által üldözött, majd benzinszállítóval ütközött barátjuk, Night Rider koporsóját, majd ezt követően féktelen tombolásba fognak a kisváros utcáin. Egy fiatal párnak sikerül előlük elmenekülnie, ám hamarosan utolérik őket, autójukat baltákkal szétverik, mindkettejüket összeverik és megerőszakolják.
Max és társa, Jim Goose hamarosan a helyszínre érnek, de már csak a banda legelmebetegebb tagját, a fiatal Johnny the Boyt találják ott. Beviszik a rendőrségre, de hamarosan egy rafinált ügyvéd társaságában megjelenik Bubba Zanetti, a motorosbanda alvezére. Mivel a sértettek nem mertek feljelentést tenni, az ügyvéd követelésére bizonyíték hiányában Johnnyt szabadon engedik. A felháborodott Jim Goose nekiesik és megüti, ezért a banda utóbb halálra ítéli. Az ítéletet az őrült Johnnynak kell végrehajtania, próbaképpen.
Pár nappal később Jim motorral járőrözik, nem tudja, de a banda már a nyomában van. Motorját megrongálják, minek következtében száguldás közben kereke leblokkol és elesik. Egy ismerőse kölcsönkért vontatóautójával megy tovább, ám a banda motorokkal megtámadja, betörik a szélvédőjét, az autó felborul. Jim a kocsiban reked, Johnny the Boy pedig Toecutter parancsára felgyújtja az autót. Jim súlyosan és maradandóan megég, de nem hal meg. Max másnap a kórházba megy, de meglátva élőhalott ronccsá lett társát, nem bírja feldolgozni a történteket, beadja felmondását Fifinek, a rendőrfőnöknek. Súlyos emberhiánnyal küzdő főnöke azonban a felmondás elfogadása előtt néhány hét szabadságra küldi, remélve, Max meggondolja magát.
Max feleségével és gyermekével egy békésebb tengerparti környékre utazik pihenni, egy rendőr ismerősük házába. Útközben megállnak egy roncstelepnél. Míg Max a defektes gumit javíttatja, Jessie gyerekével jégkrémet vesz egy közeli büfében, ahol összeakad a bandával. Nem tudják, hogy Max felesége, de Toecutter szemtelenkedni kezd vele, gusztustalan szexuális célzásokat tesz. Mivel nem lehet tudni, hová fajulna a dolog, Jessie lágyékon rúgja és kocsival elmenekül, ezért a banda bosszút fogad ellene.
Miután Maxék elérik úticéljukat, biztonságban érzik magukat, nem is sejtik, hogy a banda követte őket. Kifigyelik őket, mikor Jessie egyedül van, megtámadják. Megölik kutyájukat, a ház udvarából elviszik gyereküket. Jessie visszaszerzi ugyan a gyereket, de menekülés közben mindkettőjüket szándékosan halálra gázolják.
Felesége és gyermeke halála után a sokk következtében Max Rockatansky mint fiatal és becsületes rendőr meghal, helyette megszületik Mad Max, a bosszúálló országúti harcos. Visszaveszi egyenruháját, a rendőrségi garázsból illegálisan elviszi felturbózott autóját, majd a törvényt mellőzve egyenként leszámol a bandatagokkal. Csak hárman maradnak: Toecutter, Bubba Zanetti és Johnny.
Az egyik üldözésnél látszólag lerázzák Maxet, ám csapdát állítanak neki. Mikor Max egy néptelen helyen az út szélén eldőlt motort lát  és kiszáll a kocsiból, lesből meglövik a térdét, majd motorral átgázolnak az egyik kezén. Bubba Zanetti személyesen akarja megölni, de Max odakúszik az úton elejtett fegyveréhez és az utolsó pillanatban lelövi. Toecutter egy kegyetlen autós üldözés során kamionnal ütközik és meghal. A banda utolsó élő tagja, Johnny, a kopár mezőn keresztül motoron menekül.
Max hamarosan egy balesetet szenvedett furgon roncsánál megtalálja Johnnyt, amint éppen a halott sofőr csizmáját próbálja lehúzni. Egy bilinccsel odaláncolja bokáját az alvázhoz, a csepegő benzint egy törött fényszóróban lassan összegyűjtve és egy öngyújtót alátéve időzített bombát készít a kocsiból. Egy fémfűrészt ad Johnnynak és szárazon közli: „a bilincs lánca edzett acélból van, ha elég ügyes vagy tíz perc alatt átvágod, de ha biztosan életben akarsz maradni, a bokádat vágod el, mert ahhoz öt perc is elég”, majd szó nélkül otthagyja. Johnny nem fűrészel, csak jajveszékel, orvosilag nyilvántartott őrültségére hivatkozik és hisztérikusan kacag. Mikor Max elindul a kocsijával, a háttérben láthatjuk a felrobbanó autóroncsot. Max országúti igazságosztóként folytatja kettétört életét.

## Forgatási helyszínek
A film teljes egészet Melbourne közvetlen környékén forgatták, jórészt Melbourne és a tőle kb. 50 kilométerre délnyugatra, a tengerparton található Geelong között. Az autós-üldözéses jelenetek közül sokat Lara városában vettek fel, egy kis helyen Geelongtól északra. A második és harmadik résszel ellentétben a forgatás során semmilyen távoli, vagy egzotikus helyszínt nem kerestek fel.

## Hangsávok
Az eredetileg belső piacra szánt filmben a leghétköznapibb ausztráliai-angol nyelvezetet beszélik.
Amikor a filmet először mutatták be az Amerikai Egyesült Államokban, az American International Pictures átszinkronizálta amerikai-angolra, mivel attól féltek, hogy a nézőknek nem tetszene a szereplők túl erős akcentusa, sok ausztrál kifejezést esetleg nem is értenének. Az eredeti ausztrál változat végül az MGM forgalmazásában került rövid időre az amerikai mozikba. Egyes DVD kiadásokra mindkét angol nyelvű hangsáv felkerült.

## Szereplők
| Szerep          | Színész          | 1. magyar hang         | 2. magyar hang  |
| --------------- | ---------------- | ---------------------- | --------------- |
| Max Rockatansky | Mel Gibson       | Szabó Sipos Barnabás   | Stohl András    |
| Toecutter       | Hugh Keays-Byrne | Sinkovits-Vitay András | Czvetkó Sándor  |
| Jim Goose       | Steve Bisley     | Balázsi Gyula          | Kőszegi Ákos    |
| Johnny the Boy  | Tim Burns        | Forgács Péter          | Dányi Krisztián |
| Fifi Macaffee   | Roger Ward       | Melis Gábor            | Áron László     |
| Jessie          | Joanne Samuel    | Bíró Anikó             | Bíró Kriszta    |
| Mudguards       | David Bracks     | Zágoni Zsolt           |                 |
| Bubba Zanetti   | Geoff Parry      | Galambos Péter         | Anger Zsolt     |

## A film alkotói
George Miller orvosként dolgozott egy kórház sürgősségi osztályán az ausztráliai Victoria államban, ahol szemtanúja volt a szenvedés és a halál bizonyos mozzanatainak. Amikor a Melbournei kórházban rezidensként dolgozott, találkozott egy amatőr filmkészítővel, Byron Kennedyvel a nyári filmiskolában, 1971-ben. A duó közreműködött egy rövidfilmben, melynek Violence in the Cinema, Part 1 volt a címe. Több filmfesztiválon bemutatták, valamint díjakat is nyertek vele. Nyolc évvel később a páros megalkotta Mad Max figuráját az első alkalommal asszisztenskedő forgatókönyvíróval James McCauslanddel, aki maga is játszott egy kisebb szerepet a filmben.

## Max kiválasztása
Mel Gibson az akkor még teljesen ismeretlen kezdő színész barátjával és osztálytársával, Bisley-vel együtt ment a meghallgatásokra (Bisley később Jim Goose szerepét kapta meg). Gibson szakadt ruhában, törött orral és állkapoccsal, valamint egyéb horzsolásokkal jelent meg, mivel az az előtti éjszakán egy kocsmában verekedésbe keveredett három emberrel. Mel nem számított arra, hogy megkapja a szerepet, csupán a barátját kísérte el a meghallgatásra. Ezután a szereposztó ügynök odament Melhez és azt mondta neki, jöjjön vissza két hét múlva, mivel nagyon megtetszett neki a pillantása és ehhez a főszerephez "dilisekre" van szükség. Amikor Gibson két hét múlva visszament, alig ismerték fel, mivel sebei már majdnem teljesen begyógyultak, ennek ellenére mégis megkapta a szerepet.

## A film készítése
Miller úgy gondolta, a közönség hihetőbbnek fogja tartani, ha a film erőszakos története az akkori jelen helyett egy sivár és disztopikus közeljövőben játszódik. A forgatás 1978 decembere és 1979 februárja között tartott, Melbourne közvetlen környékén.
Az alacsony költségvetés miatt Gibsonnak csak egy kabátot és egy nadrágot adtak, ami valódi bőrből készült. A többi színésznek még szegényesebb volt az öltöztetése, különösen a rendőrtiszteknek.
A filmben takarékossági okokból rossz állapotú, leselejtezett autókat használtak, két egykori rendőrautót és egy taxit. A rendőrautókat többször is felvették az illúzió érdekében. Az egyik rendőrautó a filmben vastag, szürke füstöt ereget egy baleset után. A jelenet nem volt megrendezve, a kocsi motorja olyan rossz állapotban volt, hogy valóban füstölt.
A film elkészítése után Kennedy házában, Wilson és Kennedy kezdtek neki a vágásnak Kennedy szobájában, egy házilag készített szerkesztő gépen, amit az apja tervezett. A páros a hangokat is ott készítette el.

## A film fogadtatása
Bár a filmet bemutatásakor viszonylag kevés moziban vetítették, az USA-ban 8 millió dollárt hozott, világszerte pedig 100 milliót. Mivel a film gyártási költsége csak 400 000 ausztrál dollár volt, anyagi szempontból is elég sikeres lett. Húsz éven keresztül számon tartotta a Guinness Rekordok Könyve, mint a legtöbb bevételt hozó legkisebb költségvetésű filmet, 2000-ben az Ideglelés című film taszította le erről a pozícióról.
A filmet kezdetben vegyesen fogadták a kritikusok. Tom Buckley, a The New York Times újságírója "csúnyának és undorítónak" nevezte, a Variety magazin viszont dicsérte Miller rendezői debütálását.
Három díjat kapott 1979-ben az Australian Film Institute Awards-on legjobb hang, legjobb vágás, legjobb zene kategóriában.
A film jelenleg 95%-on áll a Rotten Tomatoes honlapon és a kult-filmek táborát gyarapítja.

## Folytatások
A Mad Maxet két sikeres folytatás követte, 1981-ben a Mad Max 2 - Az Országúti Harcos (Amerikában The Road Warrior címen forgalmazták) és 1985-ben a Mad Max - Az Igazság Csarnokán innen és túl. Az első rész cselekményének befejezése után néhány nappal játszódik a Mad Max Renegade című rövidjátékfilm.

### Fury Road
A negyedik rész elkészítése már a nyolcvanas években szóba került, de anyagi okokból nem valósult meg.
2003-ban George Miller bejelentette, hogy a negyedik film előkészítési fázisban van, a forgatókönyvet még írják és a film címe Mad Max 4: Fury Road. A film elkészítését 100 000 000 USA dollárra becsülték, ám a tervek rögtön falakba ütköztek, mivel senki sem vállalta a költségek finanszírozását. A Második Öbölháború kitörésével a projektet bizonytalan időre abbahagyták, mert sokak szerint politikailag érzékeny témával foglalkozott volna.
2006 novemberében Miller elmondta, hogy még mindig szeretné a Fury Roadot elkészíteni. Ekkoriban a sajtóban már arról cikkeztek, hogy Mel Gibson már valószínűleg nem fog feltűnni a filmben. A forgatókönyvet a terv szerint Brendan McCarthy brit képregényalkotó írná, aki a filmhez rengeteg új karaktert és járművet is kitalált. Miller továbbá elmondta, hogy egy másik Mad Maxről készítene filmet és a szerepre egy ismeretlen hollywoodi színészt szerződtetne.
2007-ben ismét felhozta a filmmel kapcsolatos témát és elmondta, hogy szerinte Mel Gibson nem érdeklődne a film iránt, mivel már túl öreg erre a szerepre. Miller 2009. május 18-án bejelentette, hogy hamarosan elkezdődik a film forgatása és keresik a megfelelő helyszíneket.
Az eredeti terv szerint a filmet Ausztráliában forgatták volna, ott azonban évtizedek után váratlanul csapadékosabbra fordult az időjárás, a sivatag kizöldült. Mivel így nem volna megfelelő helyszín az apokaliptikus hangulat visszaadására, a forgatásra Namibiát választották.
A filmet végül 2012 júliusában kezdik el forgatni Namíbiában. 2013 novemberében bejelentik, hogy a film 2015 május 15-én kerül a mozikba. Magyarországon a mozik május 21-én tűzik műsorra Mad Max: A harag útja címen.

### Kapcsolt produkciók
2009 márciusában bejelentettek egy 17 éven felülieknek ajánlott 3D animefilmet, aminek elemei a Fury Roadból táplálkoznak (Miller már korábban készített egy gyerekeknek szánt animációs filmet, a Táncoló talpakat, 2006-ban). Az eddigi hírek szerint nem Gibson adja Max hangját. A rendező a filmet leginkább az 1988-ban készült poszt-apokaliptikus hangulatú Akira című rajzfilmhez hasonlította. Az Akira valóban felhasználta a Mad Max-filmek bizonyos elemeit.
Miller ezen kívül elkezdett tárgyalni a God of War II című videójáték tervezőjével és belevágtak egy Mad Max-játék elkészítésébe, ami a negyedik részt venné alapul. A megjelenési időpontról még nincsenek részletes információk, valószínűleg a boltokba kerülésére 2011-ben vagy 2012-ben kerülne sor.

## Filmzenei album
A film (a Queen gitárosával nem azonos) Brian May szerezte kísérőzenéjét tartalmazó album a Varese Sarabande kiadásában jelent meg VCD 47144 katalógusszám alatt. 
- 1 Main Title
- 2 Max the Hunter
- 3 Max Decides on Vengeance
- 4 Final Chase
- 5 Terrible Death of Jim Goose
- 6 We'll Give 'Em Back Their Heroes
- 7 Pain and Triumph
- 8 Dazed Goose
- 9 Foreboding in the Vast Landscape
- 10 Declaration of War
- 11 Flight from the Evil Toecutter
- 12 Pursuit and Tragedy
- 13 Jesse Alone, Uneasy and Exhausted
- 14 Beach House
- 15 Nightriders Rave
- 16 Jesse Searches for Her Child
- 17 Rampage of the Toecutter
- 18 Crazing of Johnny the Boy
- 19 Outtakes Suite

## AMain Force Patrol(MFP) járművei
Max a filmben egy a hátulján Interceptor feliratot viselő rendőrautóban mutatkozik be. Más kollégákat Pursuit feliratú kocsiban láthatunk.
A Pursuit a filmbéli MFP, az országúti rendőrség alap üldözőautója, alaptípusa a Ford Falcon XA V6. Vezetéséhez sikeres rendőrségi vezetési vizsga szükséges.
A következő kategória az Interceptor. Erősebb, V8-as motorral felszerelt Ford Falcon XB modellek, vezetésüket az MFP legjobb képességű rendőreire bízzák.

### Ismert MFP járművek
- MFP-008, Ford Falcon XB V6, Pursuit, Big Bopper (Bubuka) hívójel. A kocsi totálkáros lett. Valós típusa Ford Falcon XB Sedan 1974. A filmben látható kocsi valójában leselejtezett rendőrautó volt.
- MFP-010, Ford Falcon XB V8, Interceptor, March Hare (Mezeinyúl) hívójel. A kocsi súlyosan megsérült. Valós típusa egy 1972-es 6 hengeres Ford Falcon XA volt, leselejtezett, igen rossz állapotú taxi.
- MFP-508, Ford Falcon XB V8, Interceptor, hívójel ismeretlen. Max kocsija valójában egy 1974-es V8-as Ford Falcon XB Sedan volt, egy leselejtezett rendőrautó.
- Kawasaki KZ-1000 motorkerékpár, rendszám nélkül, hívójel Gossling-1 (Vadliba 1).
- Pursuit Special, átépített Ford Falcon XB V8, kompresszoros, 600 lóerős Interceptor. Rendszám nincs, hívójel ismeretlen. Max illegálisan elvitte a rendőrség garázsából, majd éveken keresztül járta vele a sivatagot.
- Holden HQ Monaro, kompresszoros V8 elfogóautó. A Night Rider ellopta a rendőrség garázsából, ütközés miatt megsemmisült.

### Max kocsija, a Pursuit Special
Miután Max ki akart lépni a rendőrségtől, főnöke egy különleges, egyedi autó odaadásával tudta maradásra bírni, ez egy kompresszoros, V8-as Interceptor, pontos megnevezése Pursuit Special.
1976-ban a film készítői, Byron Kennedy és George Miller nekiláttak keresni egy megfelelő autót, ami eljátszhatná a fekete rendőrségi üldözőautó szerepét. Olyat kerestek, ami nagy teljesítményű és megfelelően gonosz külsejű ausztrál autó. A leendő kocsi alaptípusa 1973-ban született, és a Ford Falcon Coupe XB GT nevet kapta. A típust kizárólag Ausztráliában forgalmazták.
Nagyjából ugyanebben az időben került a Mad Max készítői közé Murray Smith. Az ő feladata volt, hogy létrehozza a filmbeli üldözőautót. Mivel a kocsival kapcsolatban hasonlóan gondolkodott, mint Miller, rögtön megvásárolta az XB Falcont, majd Ray Beckerlyvel nekiláttak átalakítani olyanná, amilyet a filmben szerettek volna látni.
A leglátványosabb módosítás a karosszérián történt. Ez a Monzától kölcsönvett első rész és a kompresszornak a motorháztetőből kilógó felső része volt. A Monza orr abban az időben meglehetősen modernnek számított. Formaterve eleinte szintén a brutális látványra utazott, majd szép lassan bevonult a hétköznapi autók világába. Voltak további lényeges átalakítások is. A karosszérián több helyen is üvegszálas elemekkel módosítottak. Kapott a tetejére egy spoilert és egy farokszárnyat. A sárvédők szélesítése külön feladat volt. A felnik Sunraysia nevű, közepes teherautó acélfelnik voltak. A gumik B. F. Goodrich T. A. Radials elöl 245/50 R14, hátul pedig 265/50 R15 mérettel. A kipufogó üvegszál betétes, felfelé mutató végekkel. A filmben hallható hang nem ennek az autónak a hangja, tehát nem ezek a kipufogók szólnak olyan szépen.
A kocsin a fentieken  kívül még sok apró részletet is módosítottak, így elég nehéz meghatározni az eredeti típust, hiszen nagyon sok külsőleg hasonló autó készült akkoriban még az USA-ban is. A filmhez a híresztelésekkel szemben csak egyetlen Interceptor készült.
A forgatások befejeztével már nem volt szükség az autóra, így még egyszer nekiláttak a szerelők és a mindennapi használatra alkalmassá tették. Leszerelték az oldalsó kipufogókat és a kompresszort. Ezután a film promóciójaként különféle bevásárló központokban bukkant fel.
Miután ezek a promómunkák is véget értek, az autó eladósorba került. Mindenki legnagyobb meglepetésére senki sem jelentkezett, hogy megvenné. Később kiderült, ez nem is volt túl nagy baj, mivel a film világszerte hatalmas sikert aratott, a közönség folytatás után sóvárgott, ezért a Pursuit Special visszakerült Millerékhez egy újabb szereplésre.
A filmben használt kocsi később egy miami-i múzeumba került. A film sikere után több, szinte azonos replikát is készítettek, ezek egyike egy amerikai gyűjtőnél van, ez a kocsi szerepelt a Mad Max Renegade című kisjátékfilmben. Egy másik replika Ausztráliában, a silvertoni szálloda előtt van kiállítva, a Mad Max Múzeum közelében.

#### A motor és a kompresszor
Egyesek szerint a motor minden kétséget kizáróan az eredeti, 300 lóerős 5,7 literes, V8-as, 32 szelepes gyári, nem kapott különleges átalakítást. A felszerelt Weiand GM 6-71 típusú kompresszor, tetején a Scott injektor sapkával viszont csak imitáció: egy villanymotor forgatta a felvételeken. Egyszer megpróbáltak valóban is használni egy ilyen motorral felszerelt autót. 600 LE jött le az ugyanilyen típusú motorról, de minden 100 mérföld után generálozni kellett.
Mások szerint ha valóban a 32 szelepes gyári erőforrással bírt az autó, akkor a kompresszort még imitációként sem lehetett volna rászerelni a karburátorra és a légszűrőházra, mivel akkor még az autó tetejénél is magasabban helyezkedett volna el. A filmben látható megoldás eszerint csakis úgy lehetséges, ha valóban a filmben látható kompresszorral és sapkával, valamint Scott&Efi befecskendező rendszerrel volt ellátva az autó, de a motorja nem 32, hanem 16 szelepes volt.